# L'Express de Plymouth
Pour le téléfilm, voir L'Express de Plymouth (téléfilm).
L'Express de Plymouth (The Plymouth Express) est une nouvelle policière d'Agatha Christie mettant en scène le personnage d'Hercule Poirot.
Initialement publiée le 4 avril 1923 dans la revue The Sketch au Royaume-Uni, cette nouvelle n'a été reprise en recueil qu'en 1951 dans The Under Dog and Other Stories aux États-Unis. Elle a été publiée pour la première fois en France dans la revue Mystère magazine en mars 1957, puis dans le recueil Le Bal de la victoire en 1979.
Cette nouvelle a été développée par la suite plus longuement dans le roman Le Train bleu (The Mystery of the Blue Train), publiée en mars 1928.

## Publications
Avant la publication dans un recueil, la nouvelle avait fait l'objet de publications dans des revues, dans la série « The Grey Cells of M. Poirot I » :
- le 4 avril 1923, au Royaume-Uni, sous le titre « The Mystery of the Plymouth Express », dans le no 1575 (vol. 121) de la revue The Sketch[1],[2] ;
- en janvier 1924, aux États-Unis, sous le titre « The Plymouth Express Affair », dans le no 3 (vol. 38) de Blue Book Magazine[1] ;
- en mars 1955, aux États-Unis, sous le titre « The Girl in Electric Blue », dans le no 136 (no 3, vol. 25) de la revue Ellery Queen's Mystery Magazine[3] ;
- en mai 1955, en Australie, sous le titre « The Girl in Electric Blue », dans le no 95 de la revue Ellery Queen's Mystery Magazine (Australia)[4] ;
- en mars 1957, en France, sous le titre « La Femme en bleu », dans le no 110 de la revue Mystère magazine[5].

La nouvelle a ensuite fait partie de nombreux recueils :
- en 1951, aux États-Unis, dans The Under Dog and Other Stories[1],[6] (avec 8 autres nouvelles) ;
- en 1974, au Royaume-Uni, dans Poirot's Early Cases[1],[7] (avec 17 autres nouvelles) ;
- en 1974, aux États-Unis, dans Hercule Poirot's Early Cases (recueil ne reprenant que 15 des 18 nouvelles du recueil britannique) ;
- en 1979, en France, dans Le Bal de la victoire[5] (recueil ne reprenant que 15 des 18 nouvelles du recueil britannique de 1974, différentes de la sélection du recueil américain) ;
- en 1982, aux États-Unis, dans la réédition de Surprise! Surprise! (avec 12 autres nouvelles).

## Adaptation
- 1991 : L'Express de Plymouth (The Plymouth Express), téléfilm britannique de la série télévisée Hercule Poirot (23e épisode, 3.04), avec David Suchet dans le rôle principal.